# Massacro di Verden
Il massacro di Verden, o "il bagno di sangue di Verden" compiuto nei territori della città tedesca di Verden nella Bassa Sassonia, è stato il massacro di 4.500 prigionieri Sassoni (contadini ribelli) compiuto nell'ottobre 782 da Carlo Magno  nel tentativo di cristianizzare le popolazioni che seguivano i culti dell'antica religione germanica.

## Storia
Nonostante le precedenti ribellioni, Carlo era sicuro di aver pacificato la Sassonia e di aver guadagnato la fedeltà dei nobili sassoni, e perciò si trovò completamente impreparato quando il capo dei Sassoni Vitichindo scatenò una nuova, violentissima ribellione contro i Franchi. 
I Sassoni, guidati da Vitichindo, sterminarono nel giugno 782 un'intera armata franca, colta di sorpresa tra i boschi delle montagne del Süntel. In una mischia terrificante, caddero anche due dei più stretti collaboratori di Carlo, il camerario Adalgiso e il connestabile Gilone, che erano a capo della spedizione. Appesantiti dalle corazze e dalla calura di giugno, i cavalieri franchi morirono a centinaia, sgozzati dai sassoni: tra gli altri, morirono anche quattro conti e venti ufficiali, alcuni alla loro prima spedizione militare.
Carlo, adirato, decise di vendicarsi con spietatezza e fu fulmineo nella rappresaglia. Arrivato in ottobre in Sassonia con un nuovo esercito, intercettò i Sassoni alla confluenza del Weser con l'Aller, sul campo di Verden. Qui costrinse velocemente alla capitolazione i ribelli, facendoli tutti prigionieri - ad eccezione di Vitichindo, che riuscì a fuggire presso i Danesi, e di pochi altri. Carlo, per punizione contro il tradimento, ne fece decapitare in un solo giorno 4.500.
Alcuni studiosi hanno tentato di scagionare Carlo Magno dalle responsabilità del massacro, sostenendo che ci fosse stato un errore dei copisti franchi che avrebbero copiato male un originario delocare (ovvero esiliare) con decollare (decapitare), ma questi tentativi sono stati respinti in modo netto dagli storici. In realtà, molto verosimilmente, l’ispirazione all'esecuzione di massa a Verden fu di natura biblica. Esasperato dalle continue ribellioni dei Sassoni, Carlo Magno volle davvero comportarsi come un re d’Israele, traendo ispirazione - come del resto spesso faceva - dall'Antico Testamento: in particolare da episodi come lo sterminio degli Amaleciti, traditori contro il popolo di Dio, o l'eccidio dei Moabiti da parte di re Davide (con cui Carlo amava paragonarsi), il quale aveva fatto stendere i prigionieri a terra, e ne aveva fatti uccidere i due terzi. L’annalista regio scrisse, del resto, qualche anno dopo il massacro di Verden, che la guerra contro i Sassoni doveva essere condotta in modo tale che «o fossero vinti e assoggettati alla religione cristiana, oppure completamente spazzati via».
Nel 1935 l'architetto paesaggista tedesco Wilhelm Hübotter (1895-1976) ha progettato un monumento commemorativo, che è stato realizzato nel sito dove presumibilmente è avvenuto il massacro.

## Attestazione
Negli Annales regni Francorum per l'anno 782 una voce segnala che, in seguito alla perdita di due inviati, quattro conti e una ventina di nobili durante la campagna di cristianizzazione della popolazione germanica, Carlo Magno decise di massacrare 4.500 ribelli Sassoni a Verden. Riguardo a questo massacro, la voce dice:
Quando udì questo, il Signore Re Carlo si precipitò verso un luogo dove poté riunire quante più truppe poteva con un breve preavviso e avanzò là dove l'Aller si getta nel fiume Weser. Allora (Carlo) fece riunire tutti i Sassoni catturati nei dintorni e fatti prigionieri sospettando che tra di essi vi fosse chi aveva sobillato le rivolte ne mise a morte 4500. Vitichindo (il capo della rivolta) non era tra loro in quanto era fuggito da tempo in Nordmanniae (Danimarca). Quando ebbe finito questa attività, il Re Signore tornò in Francia.